# Dissipateur visqueux

Un dissipateur visqueux est un modèle mécanique, employé pour modéliser la viscosité dans un système (au même titre que le ressort modélise l'élasticité par exemple). On associe à un tel élément une viscosité dynamique η.
Cet élément dissipe l'énergie mécanique en pertes.